# Alcides Sosa
Alcides Sosa   (Caraguatay, 24 de març de 1944) fou un futbolista paraguaià de la dècada de 1970.
Fou 48 cops internacional amb la selecció del Paraguai.
Pel que fa a clubs, defensà els colors de Club Olimpia i Club Guaraní.